# 60 metri piani
I 60 metri piani sono una specialità sia maschile che femminile dell'atletica leggera. Si corrono generalmente nelle manifestazioni al coperto (indoor), dove sostituiscono i 100 metri piani come principale gara di velocità. Raramente si corrono all'aperto e non sono disciplina olimpica.
Per permettere lo svolgersi di questa gara, le piste al coperto comprendono, oltre all'anello di 200 metri usato per tutte le altre distanze, un apposito rettilineo tracciato all'interno dell'anello lungo il suo asse maggiore.

## Record
Il record mondiale maschile appartiene allo statunitense Christian Coleman con il tempo di 6"34, fatto registrare il 18 febbraio 2018 ad Albuquerque.
Alcuni atleti hanno corso all'aperto, durante gare di 100 metri, in un tempo inferiore al record mondiale dei 60 m piani indoor, prestazioni che tuttavia non sono ratificabili: durante la finale dei 100 m ai Mondiali di Berlino 2009 Tyson Gay sui 60 m ha ottenuto lo stesso tempo del record di allora (6"39, stabilito da Maurice Greene) mentre Usain Bolt, correndo verso il record mondiale di 9"58, ha fatto segnare con 6"31 un tempo inferiore. Durante la semifinale dei 100 metri ai Giochi olimpici di Tokyo 2020 Su Bingtian ha ottenuto un tempo ancora migliore, transitando ai 60 m in 6"29.
Il record mondiale femminile è detenuto dalla russa Irina Privalova con il tempo di 6"92, ottenuto sempre sulla pista di Madrid in due occasioni, l'11 febbraio 1993 e il 9 febbraio 1995.

### Maschili

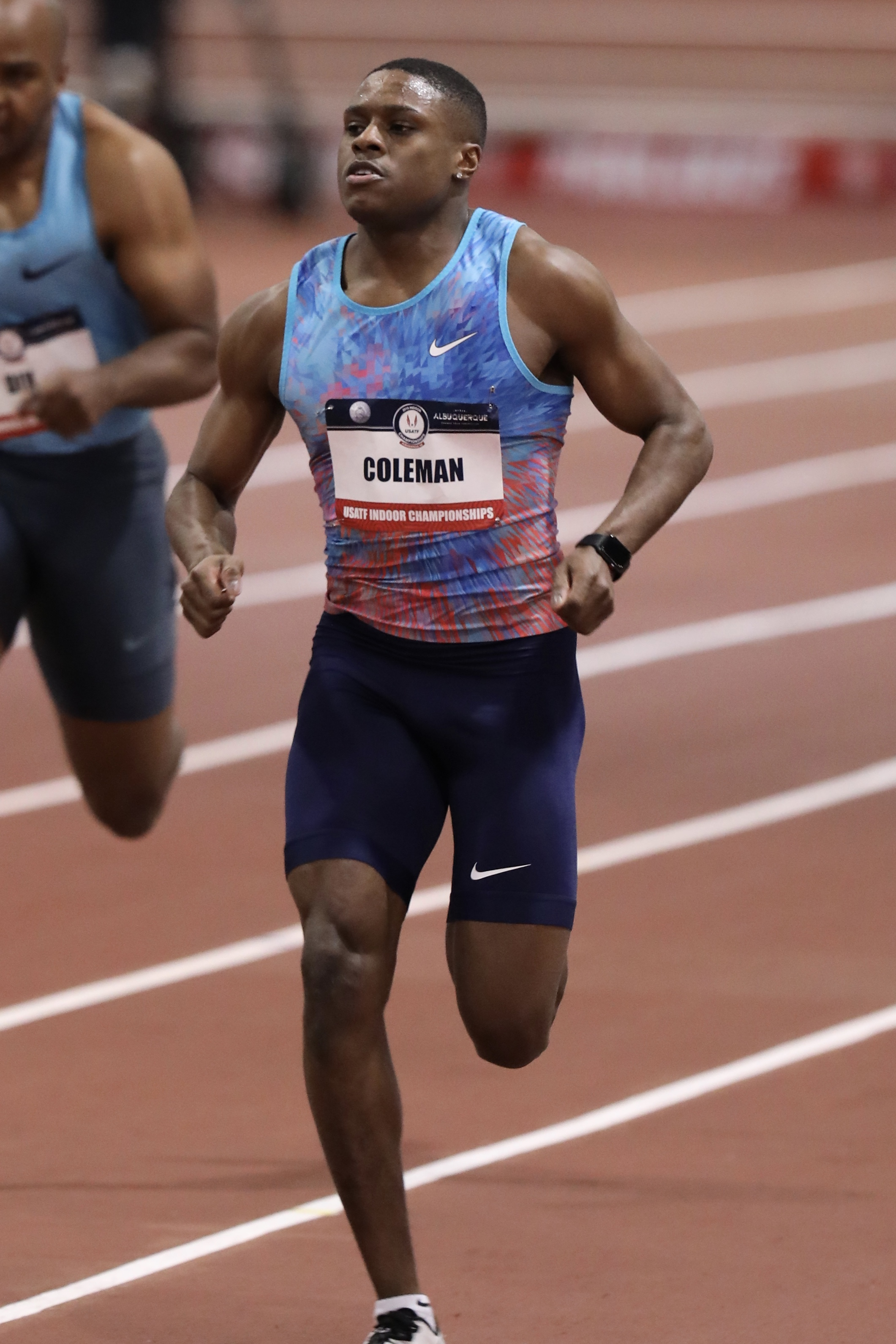
Christian Coleman, detentore del record mondiale maschile di specialità

Statistiche aggiornate al 19 marzo 2025.
|                             | Tempo | Atleta              | Luogo            | Data             |
| --------------------------- | ----- | ------------------- | ---------------- | ---------------- |
| Record mondiale             | 6"34  | Christian Coleman   | Albuquerque      | 18 febbraio 2018 |
| Record africano             | 6"45  | Leonard Myles-Mills | Colorado Springs | 20 febbraio 1999 |
| Record asiatico             | 6"42  | Su Bingtian         | Birmingham       | 3 marzo 2018     |
| Record europeo              | 6"41  | Marcell Jacobs      | Belgrado         | 19 marzo 2022    |
| Record nord-centroamericano | 6"34  | Christian Coleman   | Albuquerque      | 18 febbraio 2018 |
| Record oceaniano            | 6"43  | Lachlan Kennedy     | Canberra         | 25 gennaio 2025  |
| Record sudamericano         | 6"52  | José Carlos Moreira | Parigi           | 13 febbraio 2009 |
| Record nazionale            | 6"41  | Marcell Jacobs      | Belgrado         | 19 marzo 2022    |

### Femminili
Statistiche aggiornate al 19 marzo 2025.
|                             | Tempo | Atleta                | Luogo       | Data             |
| --------------------------- | ----- | --------------------- | ----------- | ---------------- |
| Record mondiale             | 6"92  | Irina Privalova       | Madrid      | 11 febbraio 1993 |
| Record mondiale             | 6"92  | Irina Privalova       | Madrid      | 9 febbraio 1995  |
| Record africano             | 6"97  | Murielle Ahouré       | Birmingham  | 2 marzo 2018     |
| Record asiatico             | 7"09  | Susanthika Jayasinghe | Stoccarda   | 7 febbraio 1999  |
| Record europeo              | 6"92  | Irina Privalova       | Madrid      | 11 febbraio 1993 |
| Record europeo              | 6"92  | Irina Privalova       | Madrid      | 9 febbraio 1995  |
| Record nord-centroamericano | 6"94  | Aleia Hobbs           | Albuquerque | 18 febbraio 2023 |
| Record nord-centroamericano | 6"94  | Julien Alfred         | Albuquerque | 11 marzo 2023    |
| Record oceaniano            | 7"06  | Zoe Hobbs             | Glasgow     | 2 marzo 2024     |
| Record sudamericano         | 7"14  | Vitória Cristina Rosa | Belgrado    | 18 marzo 2022    |
| Record nazionale            | 7"01  | Zaynab Dosso          | Apeldoorn   | 9 marzo 2025     |

Legenda:
: record mondiale
: record africano
: record asiatico
: record europeo
: record nord-centroamericano e caraibico
: record oceaniano
: record sudamericano
: record italiano

## Migliori atleti

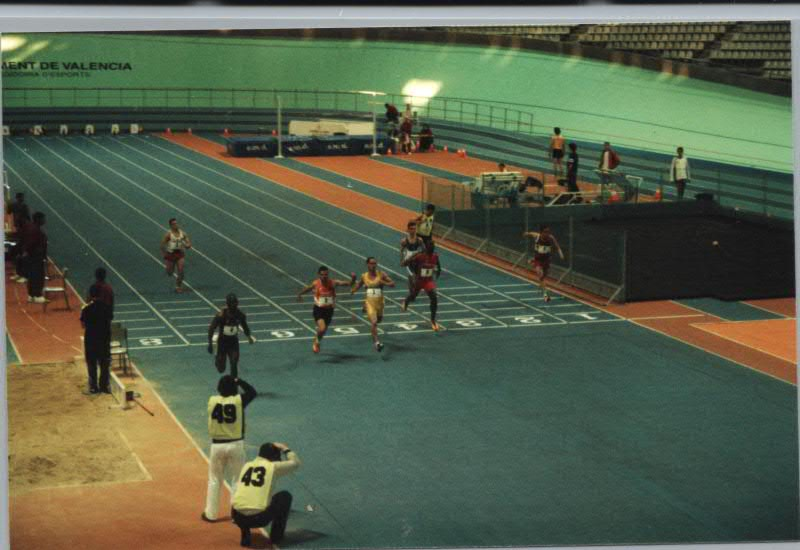
La fase di arrivo di una gara indoor dei 60 m piani

### Maschili
Statistiche aggiornate al 19 marzo 2025.
|     | Tempo | Atleta            | Luogo       | Data             |
| --- | ----- | ----------------- | ----------- | ---------------- |
| 1.  | 6"34  | Christian Coleman | Albuquerque | 18 febbraio 2018 |
| 2.  | 6"39  | Maurice Greene    | Madrid      | 3 febbraio 1998  |
| 3.  | 6"40  | Ronnie Baker      | Albuquerque | 18 febbraio 2018 |
| 4.  | 6"41  | Andre Cason       | Madrid      | 14 febbraio 1992 |
| 4.  | 6"41  | Marcell Jacobs    | Belgrado    | 19 marzo 2022    |
| 6.  | 6"42  | Dwain Chambers    | Torino      | 7 marzo 2009     |
| 6.  | 6"42  | Su Bingtian       | Birmingham  | 3 marzo 2018     |
| 6.  | 6"42  | Trayvon Bromell   | Clemson     | 10 febbraio 2023 |
| 6.  | 6"42  | Ackeem Blake      | Kingston    | 25 febbraio 2023 |
| 10. | 6"43  | Tim Harden        | Maebashi    | 7 marzo 1999     |
| 10. | 6"43  | Noah Lyles        | Albuquerque | 17 febbraio 2024 |
| 10. | 6"43  | Lachlan Kennedy   | Canberra    | 25 gennaio 2025  |

### Femminili
Statistiche aggiornate al 12 marzo 2023.
|    | Tempo | Atleta                 | Luogo       | Data             |
| -- | ----- | ---------------------- | ----------- | ---------------- |
| 1. | 6"92  | Irina Privalova        | Madrid      | 11 febbraio 1993 |
| 2. | 6"94  | Aleia Hobbs            | Albuquerque | 18 febbraio 2023 |
| 2. | 6"94  | Julien Alfred          | Albuquerque | 11 marzo 2023    |
| 4. | 6"95  | Gail Devers            | Toronto     | 12 marzo 1993    |
| 4. | 6"95  | Marion Jones           | Maebashi    | 7 marzo 1998     |
| 6. | 6"96  | Merlene Ottey          | Madrid      | 14 febbraio 1992 |
| 6. | 6"96  | Aikaterinī Thanou      | Maebashi    | 7 marzo 1999     |
| 6. | 6"96  | Mujinga Kambundji      | Belgrado    | 18 marzo 2022    |
| 9. | 6"97  | LaVerne Jones-Ferrette | Stoccarda   | 6 febbraio 2010  |
| 9. | 6"97  | Murielle Ahouré        | Birmingham  | 2 marzo 2018     |